# Nature Physics
Nature Physics — физический научный журнал, издаваемый Nature Publishing Group с 2005 года.
В 2016 году журнал обладал импакт-фактором 22,806.

## О журнале
Журнал публикует статьи, посвящённые последним достижениям теоретической и прикладной физики. Основные направления исследований, представленные в журнале, включают в себя:
- Квантовая физика
- Атомная и молекулярная физика
- Статистическая физика, термодинамика, нелинейная динамика
- Физика конденсированного состояния
- Гидродинамика
- Оптика
- Химическая физика
- Теория информации
- Электроника и фотоника
- Нанотехнологии
- Ядерная физика
- Физика плазмы
- Физика высоких энергий
- Астрофизика и космология
- Биофизика
- Геофизика